# 月河镇 (镇安县)
月河镇，是中华人民共和国陕西省商洛市镇安县下辖的一个乡镇级行政单位。
2015年，陕西省民政厅批复同意撤销东川镇，并入月河镇。

## 行政区划
月河镇下辖以下地区：
川河村、西川村、八盘村、郑家庄村、黄土岭村、高河村、先锋村、益兴村、罗家营村、新华村、太白庙村、菩萨殿村、先进村和东阳村。